# Linia kolejowa Dobre Kujawskie – Aleksandrów Kujawski Wąskotorowy

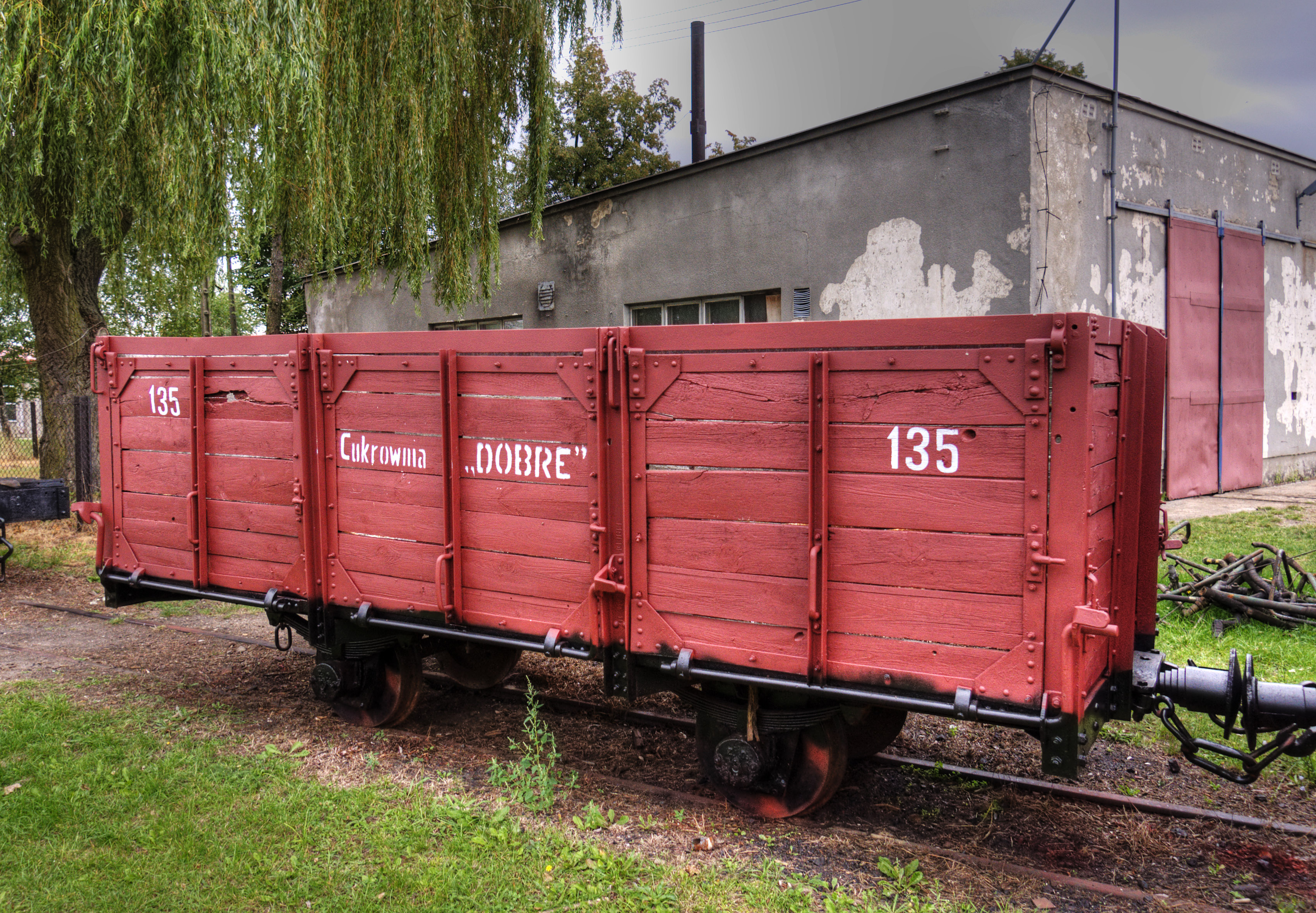
Wagon do przewozu buraków cukrowych z cukrowni Dobre

Linia kolejowa Dobre Kujawskie – Aleksandrów Kujawski Wąskotorowy – wąskotorowa linia kolejowa o długości ok. 27 km funkcjonująca w województwie kujawsko-pomorskim od 1912. 

## Historia
W roku 1912 wybudowano linię kolei wąskotorowej o prześwicie toru 750 mm na trasie Dobre Aleksandrowskie - Aleksandrów Kujawski Wąskotorowy. Tą drogą odbywał się ruch towarowy a w latach późniejsczych także osobowy. Do składu pociągu towarowego dołączony był jeden wagon osobowy a bilety można było nabyć w pociągu u konduktora. Pociąg zatrzymywał się na następujących przystankach:
- Dobre Aleksandrowskie
- Krzywosądz
- Bachorza Aleksandrowska
- Sędzinek
- Zakrzewo Kujawskie
- Seroczki
- Straszewo
- Przybranowo
- Wólka Służewo
- Ośno
- Aleksandrów Kujawski Wąskotorowy

Długość linii Dobre Aleksandrowskie - Aleksandrów Kujawski Wąskotorowy wynosiła 27 km. Uzupełnieniem tej linii był odcinek Straszewo – Koneck (o długości 5 km). W Przybranowie było połączenie z odrębną koleją przemysłową należącą do cukrowni Tuczno, a w Zakrzewie kończyła się linia kolei cukrowniczej z Kruszwicy (przez Głębokie). Sieć była głównie wykorzystywana do przewozu buraków cukrowych od plantatorów do cukrowni w miejscowościach Dobre, Kruszwica i Tuczno oraz przewozu wytłoków (wysłodków) z cukrowni do plantatorów.
W roku 1974 wstrzymano ruch towarowy na odcinku Straszewo - Aleksandrów Kujawski Wąskotorowy, a rok później odcinek ten został rozebrany. W eksploatacji pozostał odcinek Dobre Kuj. - Straszewo - Koneck.  W dniu 2.06.2001 r. na trasie Tuczno – Przybranowo i Koneck - Straszewo – Dobre Kujawskie (długości 75 km) odbył się turystyczny przejazd pociągiem specjalnym.
Obecnie linia kolejowa Straszewo – Koneck i Straszewo - Aleksandrów Kujawski Wąskotorowy są rozebrane.